# Vassar College

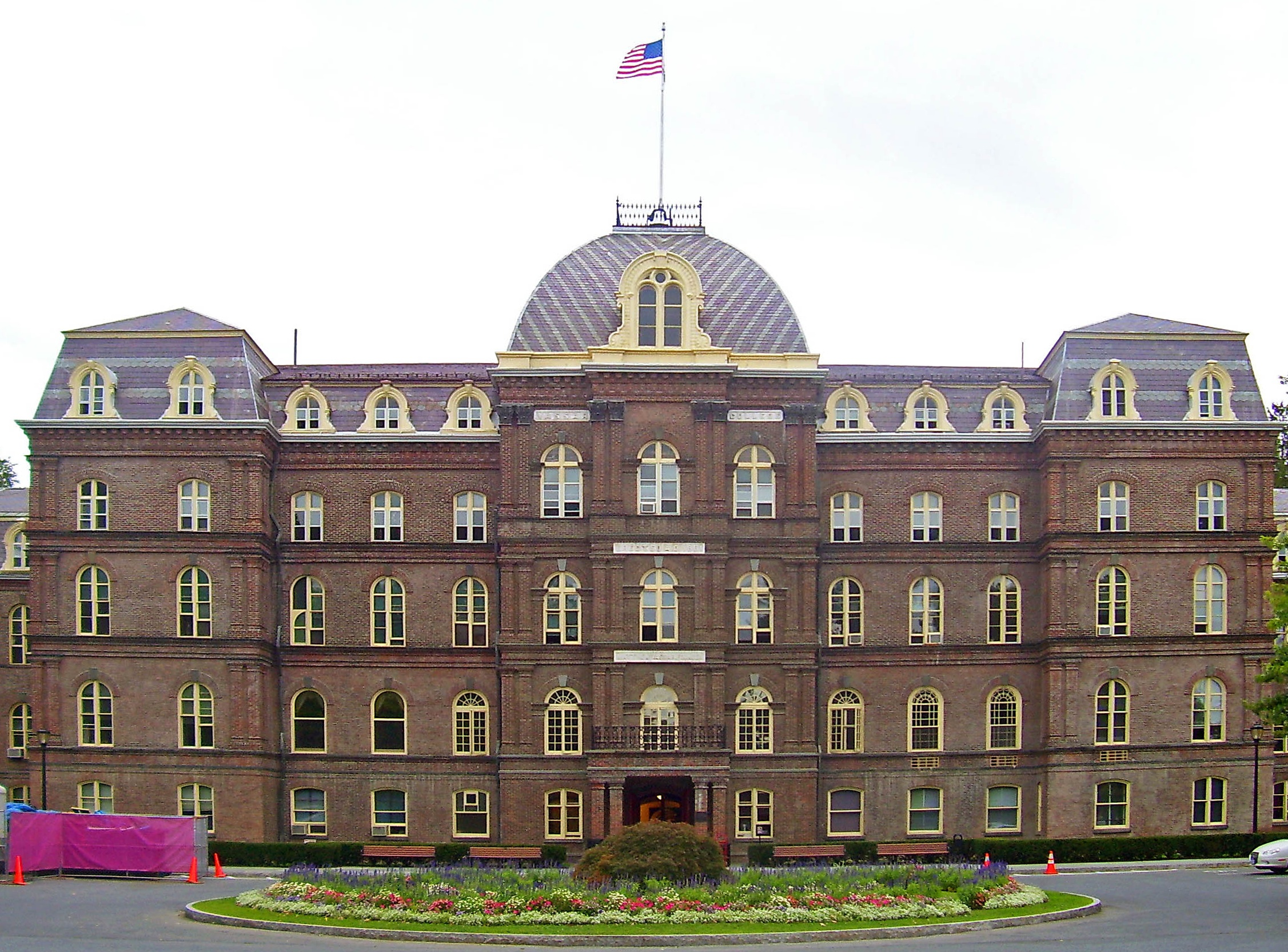
Hlavní budova

Vassar College je americká soukromá vysoká škola ve městě Poughkeepsie, které se nachází 100 km severně od New Yorku.
Vassar býval vždy jedním ze symbolů tzv. bílé anglosaské protestantské elity USA (tzv. WASP). Škola byla založena v roce 1861 Matthewem Vassarem jako škola pro dívky, ale od roku 1969 se v rámci snah o společné (koedukované) vzdělávání na soukromých vyšších školách stal jednou z vedoucích škol poskytujících společné vzdělávání pro obě pohlaví. Vassar College patří k dalším šesti vyšším školám pro ženy, tzv. (Seven Sisters).
Na škole studuje přes 2400 studentů.

## Významné osobnosti
- Ruth Benedictová – americká kulturní antropoložka, představitelka kulturního relativismu
- Jane Fonda – americká herečka dvakrát oceněná Oscarem, spisovatelka, politická aktivistka
- Grace Hopper – americká počítačová vědkyně a úřednice námořnictva Spojených států
- Jacqueline Kennedyová Onassisová – bývalá první dáma USA, manželka J. F. Kennedyho
- Ernst Křenek – rakouský a americký hudební skladatel a pedagog českého původu
- Lisa Kudrow – americká televizní herečka a příležitostná modelka
- Gabriela Mistralová – chilská básnířka, nositelka Nobelovy ceny za literaturu za rok 1945
- Vera Rubin – americká astronomka, zabývající se problematikou rychlosti rotace galaxie
- Meryl Streep – americká divadelní, televizní a filmová herečka, trojnásobná držitelka Oscara
- Jonathan Togo – americký herec, známý díky roli v seriálu Kriminálka Miami
- Jean Webster – americká spisovatelka
- Sutemacu Ójama – první Japonka, která získala vysokoškolský titul